# Подводные лодки проекта 202
Подводные лодки проекта 202 (нем. Klasse 202) — серия германских карликовых дизель-электрических подводных лодок. Спроектированы в конце 1950-х годов и предназначались для выполнения задач береговой обороны. Всего планировалось построить 40 лодок этого типа, но из-за сложностей с их строительством и сомнений в боевой ценности столь малых подводных лодок, заказ был сокращён до двух единиц. Вступившие в строй две лодки этого типа использовались для различных экспериментов, после чего были уже к 1970 году пущены на слом.

## Представители
| Название                        | Заводской номер | Судоверфь          | Дата закладки | Спуск на воду  | Ввод в строй    | Судьба                |
| ------------------------------- | --------------- | ------------------ | ------------- | -------------- | --------------- | --------------------- |
| Ганс Техель Hans Techel         | S 172           | Atlaswerke, Берлин |               | 15 марта 1965  | 14 октября 1965 | пущена на слом к 1970 |
| Фридрих Шурер Friedrich Schurer | S 173           | Atlaswerke, Берлин |               | 10 ноября 1965 | 6 апреля 1966   | пущена на слом к 1970 |